# Andrej Barčák
Andrej Barčák (19. ledna 1920 Mlynky – 23. července 1984 Praha) byl slovenský a československý báňský inženýr, ředitel podniků, politik Komunistické strany Slovenska, poslanec Sněmovny lidu Federálního shromáždění za normalizace a ministr zahraničního obchodu ČSSR.

## Biografie
Narodil se v obci Mlynky na středním Slovensku do početné rodiny báňského úředníka. V letech 1938–1942 studoval na báňské akademii v maďarské Soproni. Od roku 1943 pracoval jako důlní inženýr v severním Sedmihradsku (tehdy součást Maďarska). V roce 1947 se vrátil do Československa. Roku 1948 získal na Vysoké škole báňské v Ostravě titul inženýra. Působil v rudných dolech na Slovensku, v letech 1951–1955 na postu hlavního inženýra Spišských železorudných dolů, n. p.
Angažoval se i politicky. Od roku 1955 vedl oddělení rudného hornictví na ministerstvu hutního průmyslu v Praze. V letech 1957–1963 byl náměstkem ministra. V letech 1963–1969 zastával post ředitele n. p. Slovenské magnezitové závody. V třetí vládě Oldřicha Černíka v letech 1969–1970 byl státním tajemníkem v ministerstvu zahraničního obchodu, které tehdy vedl František Hamouz. V letech 1970–1981 se pak sám stal ministrem zahraničního obchodu ČSSR v první vládě Lubomíra Štrougala, druhé vládě Lubomíra Štrougala a třetí vládě Lubomíra Štrougala. Byl jednou z hlavních osobností určování ekonomické politiky normalizačního Československa.
V letech 1964–1968 se uvádí jako účastník zasedání Ústředního výboru Komunistické strany Slovenska. Ve volbách roku 1971 zasedal do Sněmovny lidu (volební obvod Západoslovenský kraj). Mandát obhájil ve volbách roku 1976 (obvod Nové Zámky) a ve FS setrval do konce funkčního období, tedy do voleb roku 1981.
Po skončení své ministerské dráhy byl ještě v letech 1981–1983 velvyslancem ČSSR v Maďarsku. Roku 1966 mu byl udělen Řád práce a v roce 1980, k životnímu jubileu, Řád republiky.
Jeho syn Andrej Barčák mladší (* 1946) byl ministrem zahraničního obchodu Československa v letech 1989–1990.